# 瓦拉河
瓦拉河是俄羅斯的河流，屬於基利梅濟河的左支流，由烏德穆爾特共和國和基洛夫州負責管轄，河道全長196公里，流域面積7,360平方公里，每年十月至翌年五月結冰。